# Breastovo, Dobrici
Breastovo (în bulgară Брястово, în română Tartamuș) este un sat în comuna Balcik, regiunea Dobrici, Dobrogea de Sud, Bulgaria. 
Între anii 1913-1940 a făcut parte din plasa Balcic a județului Caliacra, România. 

## Demografie
Componența etnică a satului Breastovo
     Nicio identificare (100%)
     Altele (0%)
La recensământul din 2011, populația satului Breastovo era de 2 locuitori. . Pentru 100% din locuitori nu este cunoscută apartenența etnică.